# Terellia uncinata
Terellia uncinata är en tvåvingeart som beskrevs av White 1989. Terellia uncinata ingår i släktet Terellia och familjen borrflugor. Inga underarter finns listade i Catalogue of Life.